# ويست ريبوبليك (مقاطعة غرين)
بلدة ويست ريبوبليك هي بلدة مدنية في مقاطعة غرين التابعة لولاية ميزوري في الولايات المتحدة الأمريكية.
سميت البلدة باسم مدينة ريبابلك.